# Lispe
Lispe är ett släkte av tvåvingar. Lispe ingår i familjen husflugor.

## Bildgalleri

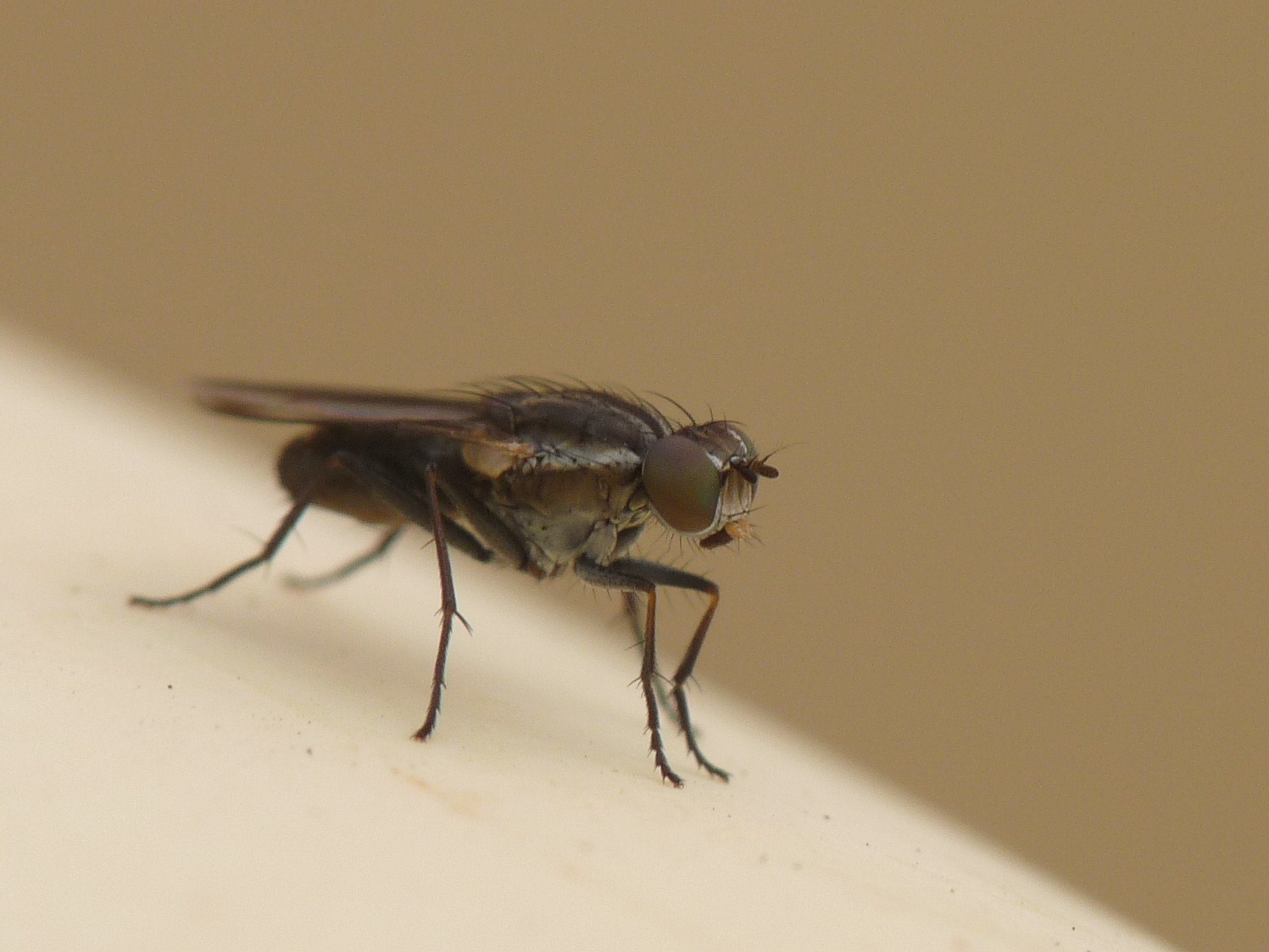
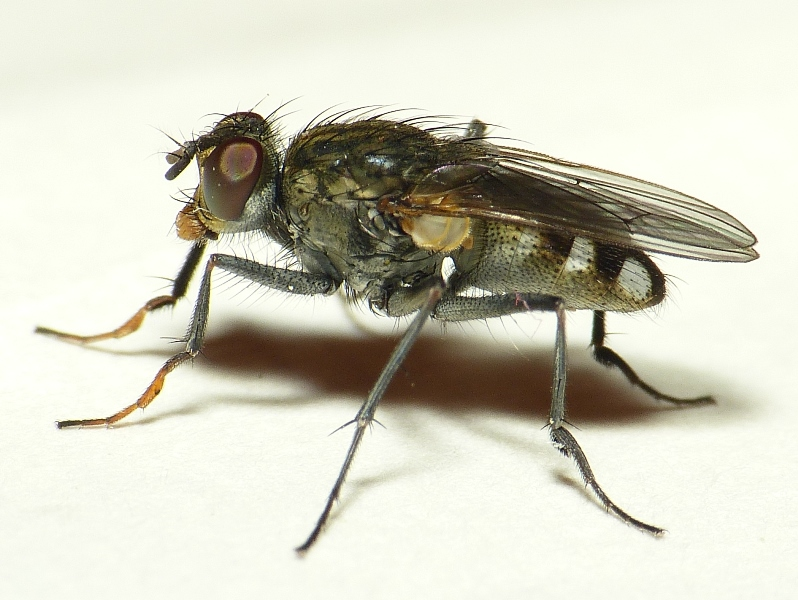
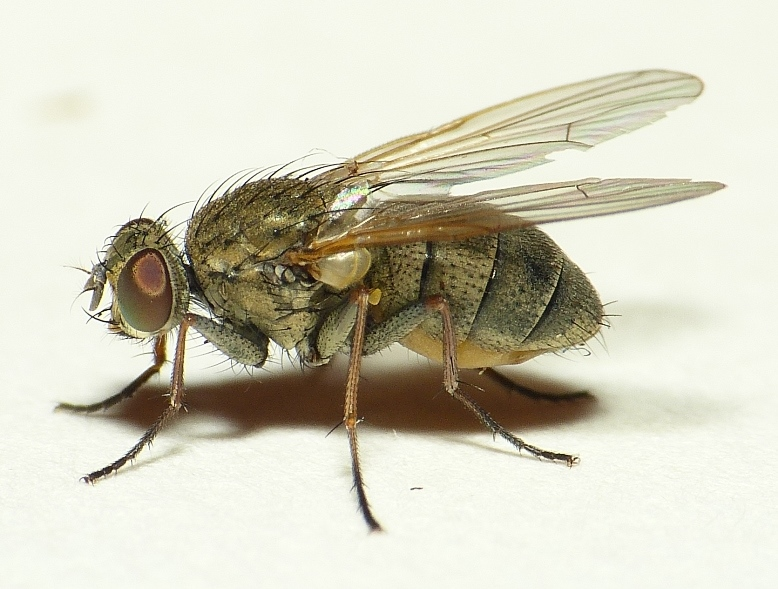

## Dottertaxa tillLispe, i alfabetisk ordning[1][2]
- Lispe albicorpus
- Lispe albifacies
- Lispe albimacula
- Lispe albimaculata
- Lispe albitarsis
- Lispe alpinicola
- Lispe ambigua
- Lispe andrewi
- Lispe angustipalpis
- Lispe antennata
- Lispe apicalis
- Lispe appendibacula
- Lispe approximata
- Lispe aquamarina
- Lispe argentea
- Lispe argenteiceps
- Lispe argenteifacies
- Lispe armata
- Lispe armeniaca
- Lispe assimilis
- Lispe atrifrontata
- Lispe aurocochlearia
- Lispe bahama
- Lispe barbipes
- Lispe bengalensis
- Lispe bimaculata
- Lispe binotata
- Lispe bipunctata
- Lispe biseta
- Lispe bivittata
- Lispe boninensis
- Lispe brevipes
- Lispe brunnicosa
- Lispe caesia
- Lispe cana
- Lispe canadensis
- Lispe cancellata
- Lispe candicans
- Lispe capensis
- Lispe chui
- Lispe cilitarsis
- Lispe cinifera
- Lispe consanguinea
- Lispe cotidiana
- Lispe cyrtoneurina
- Lispe desertorum
- Lispe desjardinsii
- Lispe dichaeta
- Lispe eidsvoldica
- Lispe elegantissima
- Lispe elkantarae
- Lispe erratica
- Lispe ezensis
- Lispe flavicincta
- Lispe flavicornis
- Lispe flavinervis
- Lispe flavipes
- Lispe frigida
- Lispe frontalis
- Lispe fuscipalpis
- Lispe fuscipes
- Lispe geniseta
- Lispe glabra
- Lispe halophora
- Lispe hamanae
- Lispe hebeiensis
- Lispe hirsutipes
- Lispe hispida
- Lispe hydromyzina
- Lispe inaequalis
- Lispe incerta
- Lispe irvingi
- Lispe isolata
- Lispe jamesi
- Lispe johnsoni
- Lispe keiseri
- Lispe kowarzi
- Lispe lanceoseta
- Lispe lanzarotensis
- Lispe latana
- Lispe leucocephala
- Lispe leucospila
- Lispe leucosticta
- Lispe levis
- Lispe lisarba
- Lispe litorea
- Lispe loewi
- Lispe longicollis
- Lispe lowei
- Lispe maculata
- Lispe madagascariensis
- Lispe manicata
- Lispe mapaoensis
- Lispe marina
- Lispe maroccana
- Lispe melaleuca
- Lispe metatarsalis
- Lispe metatarsata
- Lispe microchaeta
- Lispe microptera
- Lispe miochaeta
- Lispe mirabilis
- Lispe modesta
- Lispe monochaita
- Lispe nana
- Lispe nasoni
- Lispe neimongola
- Lispe neo
- Lispe neouliginosa
- Lispe nigrimana
- Lispe nivalis
- Lispe niveimaculata
- Lispe nuba
- Lispe nubilipennis
- Lispe nudifacies
- Lispe orientalis
- Lispe pacifica
- Lispe palawanensis
- Lispe palposa
- Lispe paraneo
- Lispe paraspila
- Lispe patellata
- Lispe patellitarsis
- Lispe pectinipes
- Lispe pennitarsis
- Lispe persica
- Lispe polita
- Lispe ponti
- Lispe probohemica
- Lispe pumila
- Lispe pygmaea
- Lispe quaerens
- Lispe rigida
- Lispe rufitibialis
- Lispe salina
- Lispe scalaris
- Lispe septentrionalis
- Lispe sericipalpis
- Lispe serotina
- Lispe setuligera
- Lispe sexnotata
- Lispe siamensis
- Lispe silvai
- Lispe simonyii
- Lispe sineseta
- Lispe sinica
- Lispe sociabilis
- Lispe songensis
- Lispe sordida
- Lispe stuckenbergi
- Lispe subbivittata
- Lispe superciliosa
- Lispe surda
- Lispe sydneyensis
- Lispe tarsocilica
- Lispe tentaculata
- Lispe tienmuensis
- Lispe tuberculitarsis
- Lispe uliginosa
- Lispe uniseta
- Lispe weschei
- Lispe vilis
- Lispe wittei
- Lispe vittipennis
- Lispe xanthophleba
- Lispe xenochaeta
- Lispe zumpti